# Liopasia purpurealis
Liopasia purpurealis là một loài bướm đêm trong họ Crambidae.